# جودی وودورف
جودی وودورف (انگلیسی: Judy Woodruff؛ زادهٔ ۲۰ نوامبر ۱۹۴۶) روزنامه‌نگار اهل ایالات متحده آمریکا است. وی از سال ۱۹۷۰ میلادی تاکنون مشغول فعالیت بوده‌است.
از فیلم‌ها یا برنامه‌های تلویزیونی که وی در آن نقش داشته‌است می‌توان به ساعت خبری با جیم لهرر اشاره کرد.